# Американская ассоциация писателей-фантастов
Ассоциация писателей научной фантастики Америки (англ. Science Fiction Writers of America) была основана в 1965 Деймоном Найтом, который также стал и её первым президентом.
В 1992 все члены ассоциации проголосовали за изменение официального названия организации на англ. Science Fiction and Fantasy Writers of America, Inc., сохранив при этом старую аббревиатуру англ. SFWA, которая произносится, как /ˈsɛfwə/, и иногда как /ˈsɪfwə/.
SFWA является одной из самых успешных некоммерческих ассоциаций мира, в ней состоит более чем 1500 авторов, художников, редакторов (на 2010 год около 1600 членов).
На его ежегодном банкете проводится награждение наиболее отличившихся авторов с вручением авторитетной премии Небьюла.
В ассоциацию входили такие знаменитые писатели как Андре Нортон, Роджер Желязны и многие другие.